# Bucium (gmina)
Bucium (niem Baumdorf; węg Bucsony) – gmina w okręgu Alba w Rumunii. W gminie jest 30 wsi: Anghelești, Bisericani, Bucium, Bucium-Sat, Cerbu, Ciuculești, Coleșeni, Dogărești, Ferești, Florești, Gura Izbitei, Helești, Izbicioara, Izbita, Jurcuiești, Lupulești, Măgura, Muntari, Petreni, Poiana, Poieni, Stâlnișoara, Vâlcea, Valea Abruzel, Valea Albă, Valea Cerbului, Valea Negrilesii, Valea Poienii, Valea Șesii i Văleni. 
W 2011 roku w gminie mieszkało 1 420 osób.